# نيكولاي مادسن
نيكولاي مادسن (بالدنماركية: Nicolaj Madsen)‏ هو لاعب كرة قدم دنماركي في مركز الوسط، ولد في 16 يوليو 1988 في الدنمارك في مملكة الدنمارك. لعب مع نادي سوندرييسكه ونادي هرفوليه.

## وصلات خارجية
- نيكولاي مادسن على موقع قاعدة بيانات كرة القدم.إي يو (الإنجليزية)
- نيكولاي مادسن على موقع Soccerway.com (الإنجليزية)
- نيكولاي مادسن على موقع عالم كرة القدم.نت (الإنجليزية)